# そうかな
『そうかな』は、小田和正のソロとして7作目のオリジナル・アルバムのタイトル。2005年6月15日に発売。発売元はBMGファンハウス、レーベルは小田和正の個人レーベル "Little Tokyo"（リトルトーキョー）。
「そうかな?」の意味でもあり、サブタイトル相対性の彼方（そうたいせいのかなた）の短縮形でもある。

## 解説
オリジナル・アルバムとしては、『個人主義』（2000年）以来5年2ヶ月ぶりに発売され（一部に「8年ぶり」という情報もあったが誤り）、収録されている11曲すべてがタイアップとなった。オリコンアルバムチャートで初登場1位を記録し、自身が持つアルバムチャート1位獲得最年長記録を57歳9か月に更新した（それまでは、2002年『自己ベスト』で記録した54歳8か月）。

## 収録曲
- 全曲作詞・作曲・編曲：小田和正

1. まっ白
TBS系列テレビドラマ『それは、突然、嵐のように… 』主題歌。2004年2月25日にシングルで発売された曲。2006年2月、TBS系列トリノオリンピック関連番組のテーマ曲にも採用された。
2. 静かな場所
日本テレビ系列『素顔がイイねっ!』テーマ曲。
3. 大好きな君に
ハウス食品北海道シチューCMソング。NHK総合テレビのアニメ『雪の女王』テーマ曲。名古屋鉄道CMソング。小田和正の2005年コンサートツアー・タイトルにもなった。
4. 僕らの夏
ABUロボットコンテスト2002東京大会テーマ曲。
5. Re
トヨタ自動車「アリオン」CMソング。名古屋鉄道CMソング。このアルバムが発売されたあとでタイアップとなり、オビを緑から赤に変えた更新版が発売された。タイトルの読み方は「アール・イー」（小田本人による）。
6. 正義は勝つ
『世界ウルルン滞在記』（毎日放送）2005年6月-8月期テーマ曲。
7. たしかなこと
TBS新春ドラマ特別企画『星野仙一物語 〜亡き妻へ贈る言葉〜』テーマ曲。明治安田生命企業CMソング。2005年5月25日にシングル発売。
8. 僕ら
日中合作映画『最後の恋、はじめての恋』主題歌。『僕らの夏』同様、二胡が使われている。
9. 明日
テレビ東京系列『ワールドビジネスサテライト』2003年度テーマ曲。2009年4月からのNHK報道プロジェクト『あすの日本』のテーマ曲としても使用されている。また2019年には、阪神競馬場開場70周年を記念するCMソングとしても起用された。
10. 風のようにうたが流れていた
TBS系列音楽番組『風のようにうたが流れていた』テーマ曲。
11. そして今も
韓国映画『マラソン』イメージソング、東映映画『燃ゆるとき』主題歌。「自分の同級生のことを思って作った」とインタビューで話している。

## 参加ミュージシャン

### まっ白
- 木村万作：Drums
- Nathan East：Bass
- 佐橋佳幸：Guitars
- 大石真理恵：Percussion
- 金原千恵子ストリングス：Strings
- 光田健一：Background Vocal
- 望月英樹：Programming

### 静かな場所
- 木村万作：Drums
- Nathan East：Bass
- 佐橋佳幸：Guitars
- Luis Conte：Percussion
- 金原千恵子ストリングス：Strings
- 朝川朋之：Harp
- 佐藤竹善, 光田健一：Background Vocal
- 望月英樹：Programming

### 大好きな君に
- Nathan East：Bass
- 佐橋佳幸：Guitars
- Luis Conte：Percussion
- 金原千恵子ストリングス：Strings
- 佐藤竹善, 光田健一：Background Vocal
- 望月英樹：Programming

### 僕らの夏
- 木村万作：Drums
- Nathan East：Bass
- 佐橋佳幸：Guitars
- 大石真理恵：Percussion
- 金原千恵子ストリングス：Strings
- 朝川朋之：Harp
- Jiang Jianhua：Erhu
- 望月英樹：Programming

### Re
- 木村万作：Drums
- Nathan East：Bass
- 佐橋佳幸：Guitars
- Luis Conte：Percussion
- 金原千恵子ストリングス：Strings
- 佐々木史郎：Horn
- 佐藤竹善, 光田健一：Background Vocal
- 望月英樹：Programming

### 正義は勝つ
- 木村万作：Drums
- Nathan East：Bass
- 佐橋佳幸：Guitars
- 栗尾直樹：Piano
- Luis Conte：Percussion
- 金原千恵子ストリングス：Strings
- 佐々木史郎：Horn
- 根本要, 林"VOH"紀勝, 岡崎昌幸 (STARDUST REVUE)：Background Vocal
- 望月英樹：Programming

### たしかなこと
- Nathan East：Bass
- 佐橋佳幸：Guitars
- Luis Conte：Percussion
- 金原千恵子ストリングス：Strings
- 佐々木史郎：Horn
- 朝川朋之：Harp
- 佐藤竹善, 光田健一：Background Vocal
- 望月英樹：Programming

### 僕ら
- 木村万作：Cymbal
- Luis Conte：Timpani
- 金原千恵子ストリングス：Strings
- 佐々木史郎：Horn
- 朝川朋之：Harp
- Jiang Jianhua：Erhu
- 望月英樹：Programming

### 明日
- 木村万作：Drums
- Nathan East：Bass
- 佐橋佳幸：Guitars
- Luis Conte：Percussion
- 金原千恵子ストリングス：Strings
- 佐々木史郎：Horn
- 朝川朋之：Harp
- 根本要, 林"VOH"紀勝, 岡崎昌幸, 添田啓二 (STARDUST REVUE)：Background Vocal
- フレーベル少年合唱団, すずかけ児童合唱団：Background Vocal
- 望月英樹：Programming

### 風のようにうたが流れていた
- 佐橋佳幸, 稲葉政裕：Guitars
- Luis Conte：Percussion
- 金原千恵子ストリングス：Strings
- 朝川朋之：Harp
- 根本要, 林"VOH"紀勝, 岡崎昌幸, 添田啓二 (STARDUST REVUE)：Background Vocal
- 望月英樹：Programming

### そして今も
- 木村万作：Drums
- Nathan East：Bass
- 佐橋佳幸, 稲葉政裕：Guitars
- Luis Conte：Percussion
- 金原千恵子ストリングス：Strings
- 佐々木史郎：Horn
- 根本要, 林"VOH"紀勝, 岡崎昌幸, 添田啓二 (STARDUST REVUE)：Background Vocal
- 望月英樹：Programming